# Liste der denkmalgeschützten Objekte in Matrei am Brenner-Mühlbachl
Die Liste der denkmalgeschützten Objekte in Mühlbachl enthält die 28 denkmalgeschützten unbeweglichen Objekte der Katastralgemeinde Mühlbachl der Tiroler Gemeinde Matrei am Brenner.

## Denkmäler
| Foto  |                 | Denkmal | Standort                                       | Beschreibung | Metadaten |
| ----- | --------------- | --- | ---------------------------------------------- | --- | --- |
| ja    | Datei hochladen | Straßenbrücke HERIS-ID: 107203 Objekt-ID: 124485 TKK: 52819                                                        | bei Altstadt 1 Standort KG: Mühlbachl          | Die Brücke der Ellbögener Straße über die Sill wurde 1992 unter Einbeziehung des aus dem Mittelalter stammenden Mittelpfeilers als Stahlträgerbrücke neu errichtet. Am Brückengeländer auf der Nordseite steht ein barocker Nepomukbildstock. | BDA-Hist.: Q37809598 Status: § 2a Stand der BDA-Liste: 2025-06-30 Name: Straßenbrücke GstNr.: 1513, 1510/1, 1558 Mühlbachl, Straßenbrücke                                                     |
| ja    | Datei hochladen | Marienbrunnen HERIS-ID: 95347 Objekt-ID: 110695 TKK: 52810                                                         | nördlich Altstadt 3 Standort KG: Mühlbachl     | Der Steinbrunnen stammt aus dem Jahr 1963, die Madonnenfigur aus Kunststein schuf Hans Buchgschwenter im selben Jahr. | BDA-Hist.: Q37766122 Status: § 2a Stand der BDA-Liste: 2025-06-30 Name: Marienbrunnen GstNr.: 1510/2                                                                                          |
| ja    | Datei hochladen | Menardi-Gedenksäule, Totensäule HERIS-ID: 46794 Objekt-ID: 48988 TKK: 52785                                        | an Brenner Bundesstraße Standort KG: Mühlbachl | Die konische, sich nach unten verjüngende Betonsäule mit Mosaiken von Max Weiler wurde 1958 zur Erinnerung an den 1955 an dieser Stelle verunglückten Landesbaudirektor Hans Menardi errichtet. Es zeigt gegen die Unfallstelle gerichtet die Andeutung der Kreuzigung, auf der Gegenseite die symbolische Darstellung des Verkehrsunfalles (Autoräder und die Flügel des Todesengels) und Darstellungen, die auf den Beruf Menardis als Architekt und Denkmalpfleger Bezug nehmen. Auf beiden Seiten sind Name des Verunglückten und Todestag zu lesen.                                                                                  | BDA-Hist.: Q38023760 Status: Bescheid Stand der BDA-Liste: 2025-06-30 Name: Menardi-Gedenksäule, Totensäule GstNr.: 1501/1 Menardi-Gedenksäule                                                |
| ja    | Datei hochladen | Hofkapelle Hoger/Hager HERIS-ID: 96476 Objekt-ID: 111977 TKK: 52794                                                | bei Matreiwald 11 Standort KG: Mühlbachl       | Die Hofkapelle des Hogerhofes wurde Anfang des 19. Jahrhunderts erbaut und ist weitgehend unverändert. Es handelt sich bei der Kapelle um einen einjochigen Bau mit dreiseitigem Chorschluss, leicht aufgesteiltem Satteldach und einem Dachreiter mit Pyramidenhelm. Die Stichkappentonne im Inneren weist einen rezenten Anstrich auf, der dekorativ und figural an das Barock angelehnt ist. Die Altarwand wird durch einen gemalten Baldachin betont. In der Kapelle befindet sich eine künstlerisch bemerkenswerte Skulptur der Schmerzhaften Muttergottes, die sich dem Stil nach in die Mitte des 17. Jahrhunderts datieren lässt. | BDA-Hist.: Q37768135 Status: Bescheid Stand der BDA-Liste: 2025-06-30 Name: Hofkapelle Hoger/Hager GstNr.: .130 Mühlbachl, Hofkapelle Hoger                                                   |
| ja    | Datei hochladen | Futterstall Kalb HERIS-ID: 45432 Objekt-ID: 46762 TKK: 52795                                                       | bei Matreiwald 13 Standort KG: Mühlbachl       | Der in Hanglage errichtete Stadel hat ein geschoßhohes Fundament aus unverputztem Bruchsteinmauerwerk und eine Tenne in kombinierter Holzbauweise unter einem Satteldach. Der geschnitzte Bundwerkgiebel trägt die Inschrift 1844 und ein Holzkreuz. Noch 1983 war auf dem Holzkreuz ein Korpus montiert. | BDA-Hist.: Q38015805 Status: Bescheid Stand der BDA-Liste: 2025-06-30 Name: Futterstall Kalb GstNr.: .123                                                                                     |
| ja    | Datei hochladen | Sog. Samerkreuz HERIS-ID: 96468 Objekt-ID: 111966 TKK: 52779                                                       | gegenüber Matreiwald 18 Standort KG: Mühlbachl | Das Samerkreuz ist ein großer gemauerter Bildstock mit Rundbogennische und Satteldach. Innen befindet sich ein überlebensgroßes Kruzifix in gotisierenden Formen vom Ende des 19. Jahrhunderts. Viernageltypus, Strahlenkranz, zweizeiliger Titulus. | BDA-Hist.: Q37768076 Status: § 2a Stand der BDA-Liste: 2025-06-30 Name: Sog. Samerkreuz GstNr.: 298                                                                                           |
| BW    | Datei hochladen | Kapelle Unser Herr im Elend, Untere Tannerweg-Kapelle HERIS-ID: 96466 Objekt-ID: 111964 TKK: 52771                 | Mützens Standort KG: Mühlbachl                 | Die offene gemauerte Kapelle mit steilem Satteldach, kräftiger Putzgliederung und barocker Giebelnische stammt aus der Mitte des 17. Jahrhunderts. Im tonnengewölbten Innenraum steht eine fast lebensgroße Barockfigur des dornengekrönten Christus im Purpurmantel aus dem 18. Jahrhundert. | BDA-Hist.: Q37768067 Status: § 2a Stand der BDA-Liste: 2025-06-30 Name: Kapelle Unser Herr im Elend, Untere Tannerweg-Kapelle GstNr.: 1039/1                                                  |
| ja    | Datei hochladen | Auffindungskapelle HERIS-ID: 96454 Objekt-ID: 111952 TKK: 52759                                                    | Mützens Standort KG: Mühlbachl                 | Die Auffindungskapelle steht im Wald oberhalb von Maria Waldrast an der Stelle, an der der Legende nach das Gnadenbild in einem Baum gefunden wurde. Die 1908 errichtete fensterlose Holzkapelle mit Satteldach und Dachreiter ist außen mit Rindenstücken verkleidet. Im Inneren weist sie eine flache Holzdecke auf. | BDA-Hist.: Q37767992 Status: § 2a Stand der BDA-Liste: 2025-06-30 Name: Auffindungskapelle GstNr.: .219 Auffindungskapelle (Mühlbachl)                                                        |
| ja    | Datei hochladen | Blutschwitzerkapelle HERIS-ID: 96456 Objekt-ID: 111954 TKK: 52762                                                  | Mützens Standort KG: Mühlbachl                 | Die einjochige, gemauerte, offene Wegkapelle mit geradem Chorschluss und Satteldach stammt aus dem 17. Jahrhundert. Die Giebelfassade ist durch ein Korbbogenportal und ein ovales Ochsenauge gegliedert. Im tonnengewölbten Innenraum befindet sich eine barocke Christusfigur aus einer Ölbergszene. | BDA-Hist.: Q37768000 Status: § 2a Stand der BDA-Liste: 2025-06-30 Name: Blutschwitzerkapelle GstNr.: 1041/2 Blutschwitzerkapelle in Mühlbachl                                                 |
| ja    | Datei hochladen | Ecce Homo-Kapelle, Obere Tannerweg-Kapelle HERIS-ID: 96458 Objekt-ID: 111956 TKK: 52763                            | Mützens Standort KG: Mühlbachl                 | Die offene, gemauerte Wegkapelle mit steilem Satteldach wurde im 17. Jahrhundert errichtet. Die Fassade ist mit Putzgliederung und Architekturmalerei gestaltet. Im stichkappengewölbten Inneren befindet sich eine flache Altarnische mit Bretterfigur des Matreier Schmerzensmannes aus dem 18. Jahrhundert. | BDA-Hist.: Q37768010 Status: § 2a Stand der BDA-Liste: 2025-06-30 Name: Ecce Homo-Kapelle, Obere Tannerweg-Kapelle GstNr.: 1039/1 Ecce Homo-Kapelle, Mühlbachl                                |
| ja    | Datei hochladen | Kitzhütten-Kapelle HERIS-ID: 96459 Objekt-ID: 111957 TKK: 52764                                                    | Mützens Standort KG: Mühlbachl                 | Die Kitzhütten-Kapelle ist eine offene, gemauerte Barockkapelle aus der Mitte des 17. Jahrhunderts. Sie hat ein steiles Satteldach. Die Fassaden sind mit kräftiger Putzgliederung ausgestattet und mit reicher Dekorationsmalerei mit Putten und Wappen geschmückt. Innen steht eine bäuerliche Barockpietà aus dem 19. Jahrhundert hinter einem einfachen Holzgitter. | BDA-Hist.: Q37768021 Status: § 2a Stand der BDA-Liste: 2025-06-30 Name: Kitzhütten-Kapelle GstNr.: 1039/11 Kitzhütten-Kapelle                                                                 |
| ja    | Datei hochladen | Siebenbrunnen-Kapelle HERIS-ID: 96460 Objekt-ID: 111958 TKK: 52765                                                 | Mützens Standort KG: Mühlbachl                 | Die Siebenbrunnen-Kapelle ist eine offene, gemauerte Barockkapelle aus dem 17. Jahrhundert. Sie hat kräftige Putzgliederung, ein steiles Satteldach und einen geraden Chorschluss. Reiche Dekorationsmalerei mit Putten, gedrehten Säulen und Wappen. Innen ein Stichkappengewölbe und ein modernes Altarbild des hl. Michael von Hans Buchgschwenter aus dem Jahr 1976. | BDA-Hist.: Q37768031 Status: § 2a Stand der BDA-Liste: 2025-06-30 Name: Siebenbrunnen-Kapelle GstNr.: 1039/1 Siebenbrunnen-Kapelle                                                            |
| ja BW | Datei hochladen | Marienbrunnen HERIS-ID: 107066 Objekt-ID: 124347 TKK: 52758                                                        | Mützens Standort KG: Mühlbachl                 | Der Steinbrunnen stammt inschriftlich aus dem Jahr 1992. Er besteht aus einem runden Trog und aus einer Brunnensäule mit bekrönender Kugel, darauf steht eine bronzene Marienplastik von Hans Pontiller aus den 1950er Jahren. | BDA-Hist.: Q37809387 Status: § 2a Stand der BDA-Liste: 2025-06-30 Name: Marienbrunnen GstNr.: .153                                                                                            |
| ja    | Datei hochladen | Servitenkloster Maria Waldrast HERIS-ID: 96453 Objekt-ID: 111951 TKK: 52755                                        | Mützens 27 Standort KG: Mühlbachl              | Das Servitenkloster am Fuß der Serles wurde von Erzherzog Leopold V. gestiftet und von 1621 bis 1624 erbaut. Nach Aufhebung und Verfall wurde das Kloster 1845/46 als drei- bis viergeschoßige, dreiflügelige Anlage im klassizistischen Stil wieder aufgebaut. | BDA-Hist.: Q64692176 Status: § 2a Stand der BDA-Liste: 2025-06-30 Name: Servitenkloster Maria Waldrast GstNr.: .150 Maria Waldrast                                                            |
| ja    | Datei hochladen | Wallfahrtskirche Maria Waldrast HERIS-ID: 58905 Objekt-ID: 69781 TKK: 52754                                        | bei Mützens 27 Standort KG: Mühlbachl          | Die Wallfahrtskirche wurde 1429 fertiggestellt, von diesem Bau ist der polygonale gotische Chor aus dem 15. Jahrhundert erhalten. Das Kirchenschiff wurde nach Aufhebung und Verfall des Klosters 1845/46 im klassizistischen Stil neu aufgebaut. Die Inneneinrichtung ist größtenteils frühbarock. | BDA-Hist.: Q1896411 Status: § 2a Stand der BDA-Liste: 2025-06-30 Name: Wallfahrtskirche Maria Waldrast GstNr.: .151 Wallfahrtskirche Maria Waldrast                                           |
| ja    | Datei hochladen | Kiosk HERIS-ID: 107069 Objekt-ID: 124350 TKK: 52757                                                                | bei Mützens 27 Standort KG: Mühlbachl          | Der 1844–1850 errichtete Biedermeierbau mit Walmdach und einfacher Putzfaschengliederung beherbergt den Wallfahrtskiosk. | BDA-Hist.: Q37809398 Status: § 2a Stand der BDA-Liste: 2025-06-30 Name: Kiosk GstNr.: 1022 Wallfahrtskiosk Maria Waldrast                                                                     |
| ja    | Datei hochladen | Nebentrakt Maria Waldrast HERIS-ID: 107059 Objekt-ID: 124338 TKK: 52756                                            | bei Mützens 27 Standort KG: Mühlbachl          | Der 1621–1624 errichtete Nebentrakt des Klosters Maria Waldrast besteht aus dem Gästehaus und dem Museum. Der nördliche, zweigeschoßige Bau mit Walmdach beherbergt im Erdgeschoß eine Kapelle zum hl. Peregrin und darüber die Ausstellungsräume des Museums. Der südliche, dreigeschoßige Bauteil mit Satteldach dient als Gästehaus der Serviten. | BDA-Hist.: Q37809355 Status: § 2a Stand der BDA-Liste: 2025-06-30 Name: Nebentrakt Maria Waldrast GstNr.: .153                                                                                |
| ja    | Datei hochladen | Josefskapelle HERIS-ID: 96461 Objekt-ID: 111959 TKK: 52766                                                         | südlich Mützens 27 Standort KG: Mühlbachl      | Die Josefskapelle ist eine offene, gemauerte Barockkapelle aus dem 17. Jahrhundert. Sie hat ein steiles Satteldach, eine Rundbogennische, einen gerade Chorschluss und ist reich mit Barockmalerei verziert. In der Altarnische innen befindet sich eine lebensgroße Barockfigur des hl. Josef aus der Zeit um 1770. | BDA-Hist.: Q37768038 Status: § 2a Stand der BDA-Liste: 2025-06-30 Name: Josefskapelle GstNr.: 1033 Josefskapelle, Mühlbachl                                                                   |
| ja    | Datei hochladen | 14 Kreuzwegstationen HERIS-ID: 96469 Objekt-ID: 111967 TKK: 52781, 54245, 54246, …                                 | Mützens 49, in der Nähe Standort KG: Mühlbachl | Der Kreuzweg führt von Mützens nach Maria Waldrast. Jede der vierzehn Stationen besteht aus einer gemauerten Bildsäule mit viereckigem Sockel und quadratischem Aufsatz. In einer tiefen Rechtecknische findet sich die jeweilige Kreuzwegstation, die 1960 als Relief von Hans Buchgschwenter geschaffen wurde. | BDA-Hist.: Q37768086 Status: § 2a Stand der BDA-Liste: 2025-06-30 Name: 14 Kreuzwegstationen GstNr.: 1479/1, 1477, 1478, 1479/3 Kreuzweg (Mühlbachl)                                          |
| ja    | Datei hochladen | Kath. Filialkirche hll. Peter und Paul und ehem. Friedhofsfläche HERIS-ID: 55727 Objekt-ID: 64536 TKK: 19450       | Mützens Standort KG: Mühlbachl                 | Die 1286 erstmals urkundlich erwähnte Kirche wurde im 15. Jahrhundert umgebaut und in der Mitte des 18. Jahrhunderts barockisiert. An das vierjochige Langhaus schließt ein dreiseitig geschlossener Chor an, im Westen erhebt sich ein Dachreiter mit Zwiebelhaube. Der Innenraum ist mit Tonnengewölbe mit Stichkappen, Rokokostuckaturen, Pilastern und einem rundbogigen Triumphbogen gegliedert. Der Hochaltar entstand um 1650. | BDA-Hist.: Q38067496 Status: § 2a Stand der BDA-Liste: 2025-06-30 Name: Kath. Filialkirche hll. Peter und Paul und ehem. Friedhofsfläche GstNr.: 726, .46                                     |
| ja    | Datei hochladen | Statz-Kapelle, Halder-Kapelle HERIS-ID: 96463 Objekt-ID: 111961 TKK: 52768                                         | nördlich Statz 14b Standort KG: Mühlbachl      | Die gemauerte einjochige Kapelle mit steilem, leicht geschweiftem Satteldach, geradem Chorschluss und barocker Putzfaschengliederung stammt aus der ersten Hälfte des 18. Jahrhunderts. Der Innenraum weist ein Stichkappengewölbe auf. | BDA-Hist.: Q37768049 Status: § 2a Stand der BDA-Liste: 2025-06-30 Name: Statz-Kapelle, Halder-Kapelle GstNr.: 1535 Mühlbachl, Statz-Kapelle                                                   |
| ja    | Datei hochladen | Meilenstein HERIS-ID: 96474 Objekt-ID: 111972 TKK: 52789                                                           | Zieglstadl Standort KG: Mühlbachl              | Der vermutlich aus dem 18. Jahrhundert stammende Meilenstein aus Granit ist oben rund und trägt die Aufschrift XII, 3 Deutsche Meilen von Innsbruck. Er ist ein seltenes Denkmal von verkehrsgeschichtlicher Bedeutung. | BDA-Hist.: Q37768124 Status: § 2a Stand der BDA-Liste: 2025-06-30 Name: Meilenstein GstNr.: 1513                                                                                              |
| ja    | Datei hochladen | Kraftwerksanlage Brennerwerk, Maschinenhaus HERIS-ID: 32424 Objekt-ID: 29521 TKK: 52786seit 2018                   | Zieglstadl 1 Standort KG: Mühlbachl            | Das Maschinenhaus des Brennerwerks an der Sill wurde 1898/1899 von Josef Riehl errichtet. Der neuromanische Bau aus Bruchsteinmauerwerk beherbergt eine zweischiffige fünfjochige Halle unter einem Satteldach. Die Längsseiten weisen fünf segmentbogige Fensterachsen mit kleinteiliger Verglasung mit Metallstegen auf, an der Westseite ist die Mittelachse als Portal ausgebildet. An den Stirnseiten der Maschinenhalle befinden sich ebenerdige Vorbauten für Werkstatt- und Schalträume. | BDA-Hist.: Q105643132 Status: Bescheid Stand der BDA-Liste: 2025-06-30 Name: Kraftwerksanlage Brennerwerk, Maschinenhaus GstNr.: .173 Brennerwerk                                             |
| ja    | Datei hochladen | Kraftwerksanlage Brennerwerk mit Wasserschloss und Überlauf HERIS-ID: 109005 Objekt-ID: 126553 TKK: 52787seit 2018 | bei Zieglstadl 1 Standort KG: Mühlbachl        | Das Wasserschloss des Brennerwerks wurde 1899 als neuromanisch-gotische Anlage in schlossartigen Bauformen mit Triforium, Biforien und Zinnengiebel errichtet. Das Überwasser wird über einen Viadukt über die Straße abgeleitet. Der Zugang zum Vorplatz der Anlage erfolgt über ein aus Quadern aufgemauertes Portal mit Treppengiebel und einer schulterbogenförmigen Öffnung. | BDA-Hist.: Q105646779 Status: Bescheid Stand der BDA-Liste: 2025-06-30 Name: Kraftwerksanlage Brennerwerk mit Wasserschloss und Überlauf GstNr.: 500/2, 500/5, 510/2, 506/1, .168 Brennerwerk |
| ja    | Datei hochladen | Burg Trautson HERIS-ID: 39960 Objekt-ID: 39820 TKK: 52820                                                          | Zieglstadl 22 Standort KG: Mühlbachl           | Die Burg auf einem steil zur Sill abfallenden Felsen wurde 1221 erstmals erwähnt und war von 1360 bis 1778 im Besitz der Grafen Trautson. 1945 wurde sie bei einem Luftangriff weitgehend zerstört. Von der langgestreckten Burganlage blieben das innere Burgtor und Teile der östlichen Umfassungsmauer mit Schießscharten aus der zweiten Hälfte des 16. Jahrhunderts erhalten, das in seiner Form an einen Palas erinnernde Kaplaneigebäude wurde 1947 wieder aufgebaut. | BDA-Hist.: Q16054769 Status: Bescheid Stand der BDA-Liste: 2025-06-30 Name: Burg Trautson GstNr.: 1505 Burg Trautson                                                                          |
| ja    | Datei hochladen | Figurenbildstock hl. Johannes Nepomuk HERIS-ID: 96470 Objekt-ID: 111968 TKK: 52782                                 | vor Zieglstadl 29 Standort KG: Mühlbachl       | Der polychrome barocke Nepomuk-Bildstock auf der Straßenbrücke über die Sill stammt aus der 2. Hälfte des 18. Jahrhunderts. | BDA-Hist.: Q37768096 Status: § 2a Stand der BDA-Liste: 2025-06-30 Name: Figurenbildstock hl. Johannes Nepomuk GstNr.: 1513, 1558 Mühlbachl, Straßenbrücke                                     |
| ja    | Datei hochladen | Rosenkranzkapelle HERIS-ID: 91054 Objekt-ID: 105765 TKK: 52815                                                     | Standort KG: Mühlbachl                         | Auf diesem Abschnitt des Wallfahrtsweges befindet sich nur die 15. und letzte Rosenkranzkapelle. Der Großteil des Rosenkranzes liegt in der Gemeinde Mieders (siehe dort). | BDA-Hist.: Q37751666 Status: § 2a Stand der BDA-Liste: 2025-06-30 Name: Rosenkranzkapelle GstNr.: 1007/1 Rosary Mieders - Maria Waldrast                                                      |
| BW    | Datei hochladen | Antoniuskapelle HERIS-ID: 96465 Objekt-ID: 111963 TKK: 52770                                                       | Standort KG: Mühlbachl                         | Die offene gemauerte Kapelle mit rundbogigem Eingang, steilem Satteldach und kräftiger Putzgliederung wurde in der Mitte des 17. Jahrhunderts errichtet. Der Innenraum weist ein Tonnengewölbe auf. | BDA-Hist.: Q37768059 Status: § 2a Stand der BDA-Liste: 2025-06-30 Name: Antoniuskapelle GstNr.: 1468/7                                                                                        |